# Crucey-Villages
Crucey-Villages is een gemeente in het Franse departement Eure-et-Loir (regio Centre-Val de Loire) en telt 502 inwoners (2005). De plaats maakt deel uit van het arrondissement Dreux.

## Geografie
De oppervlakte van Crucey-Villages bedraagt 44,0 km², de bevolkingsdichtheid is 11,4 inwoners per km².
De onderstaande kaart toont de ligging van Crucey-Villages met de belangrijkste infrastructuur en aangrenzende gemeenten.

## Demografie
Onderstaande figuur toont het verloop van het inwonertal (bron: INSEE-tellingen).